# Coupe d'Union soviétique de football 1955
Navigation
Édition 1954 Édition 1957
La Coupe d'Union soviétique 1955 est la 16e édition de la Coupe d'Union soviétique de football. Elle se déroule entre le 25 mai et le 16 octobre 1955.
La finale se joue le 16 octobre 1955 au stade Dynamo de Moscou et voit la victoire du CDSA Moscou, qui remporte sa quatrième coupe nationale aux dépens du Dynamo Moscou.

## Format
Un total de 67 équipes prennent part à la compétition, cela incluant les douze participants à la première division 1955, les 32 clubs du deuxième échelon ainsi que les 18 formations ayant remporté les coupes des seize républiques socialistes soviétiques et des villes de Léningrad et de Moscou. Enfin s'ajoutent cinq équipes des écoles de football de Moscou, Léningrad, Kiev, Minsk et Tbilissi.
Le tournoi se divise en deux phases. Dans un premier temps, un tour préliminaire est disputé entre les équipes de niveau inférieur, qui sont réparties en quatre groupes géographiques afin de déterminer un vainqueur qui prend alors part à la phase finale. Cette dernière phase, qui concerne donc seize équipes et voit l'entrée en lice des clubs de la première division, se divise en quatre tours, allant des huitièmes de finale jusqu'à la finale.
Chaque confrontation prend la forme d'une rencontre unique jouée sur la pelouse d'une des deux équipes. En cas d'égalité à l'issue du temps réglementaire d'un match, une prolongation est jouée. Si celle-ci ne suffit pas à départager les deux équipes, le match est rejoué ultérieurement.

## Phase finale

### Huitièmes de finale
Les rencontres de ce tour sont jouées entre le 25 mai et le 8 septembre 1955.
| Date             | Locaux                | Score    | Visiteurs                             |
| ---------------- | --------------------- | -------- | ------------------------------------- |
| 25 mai 1955      | Dynamo Moscou (D1)    | 2 - 0    | (D1) Troudovyé Rezervy Léningrad (ru) |
| 30 juin 1955     | Torpedo Moscou (D1)   | 1 - 2    | (D1) Spartak Minsk                    |
| 19 juillet 1955  | Dinamo Tbilissi (D1)  | 3 - 2 ap | (D1) Dynamo Kiev                      |
| 28 juillet 1955  | Zénith Léningrad (D1) | 2 - 3    | (D1) Lokomotiv Moscou                 |
| 2 août 1955      | CDSA Moscou (D1)      | 3 - 2    | (D1) Krylia Sovetov Kouïbychev        |
| 11 août 1955     | Spartak Kalinine (D2) | 1 - 3    | (D1) Spartak Moscou                   |
| 20 août 1955     | ODO Kiev (D2)         | 3 - 2    | (D1) Chakhtior Stalino                |
| 8 septembre 1955 | Spartak Vilnius (D2)  | 3 - 0    | (D1) Neftianik Bakou                  |

### Quarts de finale
Les rencontres de ce tour sont jouées entre le 16 septembre et le 8 octobre 1955.
| Date              | Locaux               | Score    | Visiteurs             |
| ----------------- | -------------------- | -------- | --------------------- |
| 16 septembre 1955 | Spartak Minsk (D1)   | 0 - 1 ap | (D1) Lokomotiv Moscou |
| 6 octobre 1955    | Dinamo Tbilissi (D1) | 0 - 1    | (D1) CDSA Moscou      |
| 7 octobre 1955    | Spartak Moscou (D1)  | 3 - 1    | (D2) ODO Kiev         |
| 8 octobre 1955    | Dynamo Moscou (D1)   | 2 - 0    | (D2) Spartak Vilnius  |

### Demi-finales
Les rencontres de ce tour sont jouées les 11 et 12 octobre 1955.
| Date            | Locaux             | Score | Visiteurs             |
| --------------- | ------------------ | ----- | --------------------- |
| 11 octobre 1955 | CDSA Moscou (D1)   | 1 - 0 | (D1) Lokomotiv Moscou |
| 12 octobre 1955 | Dynamo Moscou (D1) | 4 - 1 | (D1) Spartak Moscou   |

### Finale
Lev Yachine est expulsé peu avant la fin de la première mi-temps pour une faute sur Vladimir Agapov (en). Ievgueni Baïkov (ru) prend alors sa place dans les buts pour le reste de la rencontre. Cet incident amène à une protestation officielle du Dynamo Moscou, ce qui empêche la remise de la coupe à la fin de la rencontre en attendant que l'appel soit étudié. Celui-ci est finalement rejeté et le CDSA est officiellement titré le 26 octobre, dix jours après la finale.
| Titulaires :            |                         |
|                         |                         |
|                         | Boris Razinsky          |
|                         | Anatoli Porkhunov       |
|                         | Aleksandr Grichine (ru) |
|                         | Mikhaïl Perevalov (en)  |
|                         | Iosif Betsa             |
|                         | Aleksandr Petrov (en)   |
|                         | Vladimir Agapov (en)    |
|                         | Valentin Ryjkov (ru)    |
|                         | Viktor Fiodorov (ru)    |
|                         | Valentin Iemychev (ru)  |
|                         | Iouri Beliaïev (en)     |
|                         |                         |
| Entraîneur :            |                         |
| Grigori Pinaïtchev (en) |                         |

| Titulaires :     |                         |
|                  |                         |
|                  | Lev Yachine             |
|                  | Anatoli Rodionov (ru)   |
|                  | Konstantin Krizhevsky   |
|                  | Andreï Iourtchenko (ru) |
|                  | Ievgueni Baïkov (ru)    |
|                  | Aleksandr Sokolov (ru)  |
|                  | Vladimir Chabrov (en)   |
|                  | Genrich Fiedosov        |
|                  | Iouri Kouznetsov (en)   |
|                  | Vladimir Iline          |
|                  | Vladimir Ryjkine        |
|                  |                         |
| Entraîneur :     |                         |
| Mikhail Yakushin |                         |

| Titulaires :            |                         |
|                         |                         |
|                         | Boris Razinsky          |
|                         | Anatoli Porkhunov       |
|                         | Aleksandr Grichine (ru) |
|                         | Mikhaïl Perevalov (en)  |
|                         | Iosif Betsa             |
|                         | Aleksandr Petrov (en)   |
|                         | Vladimir Agapov (en)    |
|                         | Valentin Ryjkov (ru)    |
|                         | Viktor Fiodorov (ru)    |
|                         | Valentin Iemychev (ru)  |
|                         | Iouri Beliaïev (en)     |
|                         |                         |
| Entraîneur :            |                         |
| Grigori Pinaïtchev (en) |                         |

| Titulaires :     |                         |
|                  |                         |
|                  | Lev Yachine             |
|                  | Anatoli Rodionov (ru)   |
|                  | Konstantin Krizhevsky   |
|                  | Andreï Iourtchenko (ru) |
|                  | Ievgueni Baïkov (ru)    |
|                  | Aleksandr Sokolov (ru)  |
|                  | Vladimir Chabrov (en)   |
|                  | Genrich Fiedosov        |
|                  | Iouri Kouznetsov (en)   |
|                  | Vladimir Iline          |
|                  | Vladimir Ryjkine        |
|                  |                         |
| Entraîneur :     |                         |
| Mikhail Yakushin |                         |